# Montagne de Sable
 (août 2025).
Motif : Rue sans notoriété évidente. Sources secondaires semblent absentes.
- Archive Wikiwix
- Bing
- Cairn
- DuckDuckGo
- E. Universalis
- Gallica
- Google
- G. Books
- G. News
- G. Scholar
- Persée
- Qwant
- (zh) Baidu
- (ru) Yandex
- (wd) trouver des œuvres sur Wikidata

| 1. | Préciser le motif de la pose du bandeau. | Précisez le motif de la pose du bandeau en utilisant la syntaxe suivante : {{admissibilité à vérifier\|date=août 2025\|motif=remplacez ce texte par le motif}}                         |
| 2. | Informer les utilisateurs concernés.     | Pensez à avertir le créateur de l'article, par exemple, en insérant le code ci-dessous sur sa page de discussion : {{subst:avertissement admissibilité à vérifier\|Montagne de Sable}} |

 (août 2025).
Si vous disposez d'ouvrages ou d'articles de référence ou si vous connaissez des sites web de qualité traitant du thème abordé ici, merci de compléter l'article en donnant les références utiles à sa vérifiabilité et en les liant à la section « Notes et références ».
La Montagne de Sable (en néerlandais Zavelberg) est une ruelle en escalier bruxelloise de la commune d'Auderghem qui monte en pente de la chaussée de Wavre à la rue du Villageois sur une longueur de 90 mètres.

## Historique et description
Dans l’Atlas des Communications Vicinales (1843), ce sentier joignait la chaussée de Wavre au chemin n° 31 appelé rue de la Bruyère et accessible aux charrettes. La carte montre que le coin du haut était occupé par des bâtiments. 
Le nom actuel fut attribué le 17 septembre 1932 par le collège échevinal; dans le rapport, la venelle était dénommée Zavelbergske (petite Montagne de Sable). Avec les années le diminutif disparut. 
- Premiers permis de bâtir le 8 janvier 1932 pour les 2 maisons de la rue.

Le Zavelberg ne compte qu’une trentaine de marches.
Abords
Durant des années, il existait une pissaainke ou urinoir public pour hommes au bas des escaliers. Il fut démoli dans le courant des années 60.
Aujourd'hui, le Zavelberg rénové longe un parking municipal censé décharger le stationnement le long de la chaussée de Wavre, et accueillir la clientèle du centre sportif Willegems, situé dans la rue du Villageois.

## Notes et références

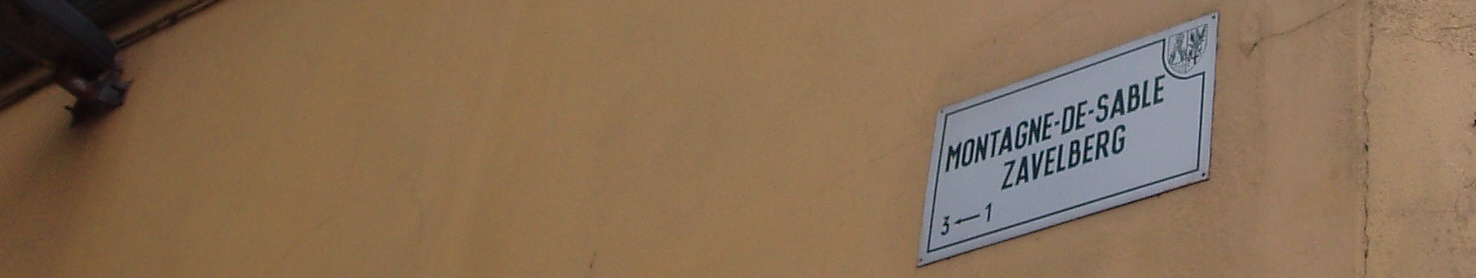
Plaque de la rue